# Paul Laband

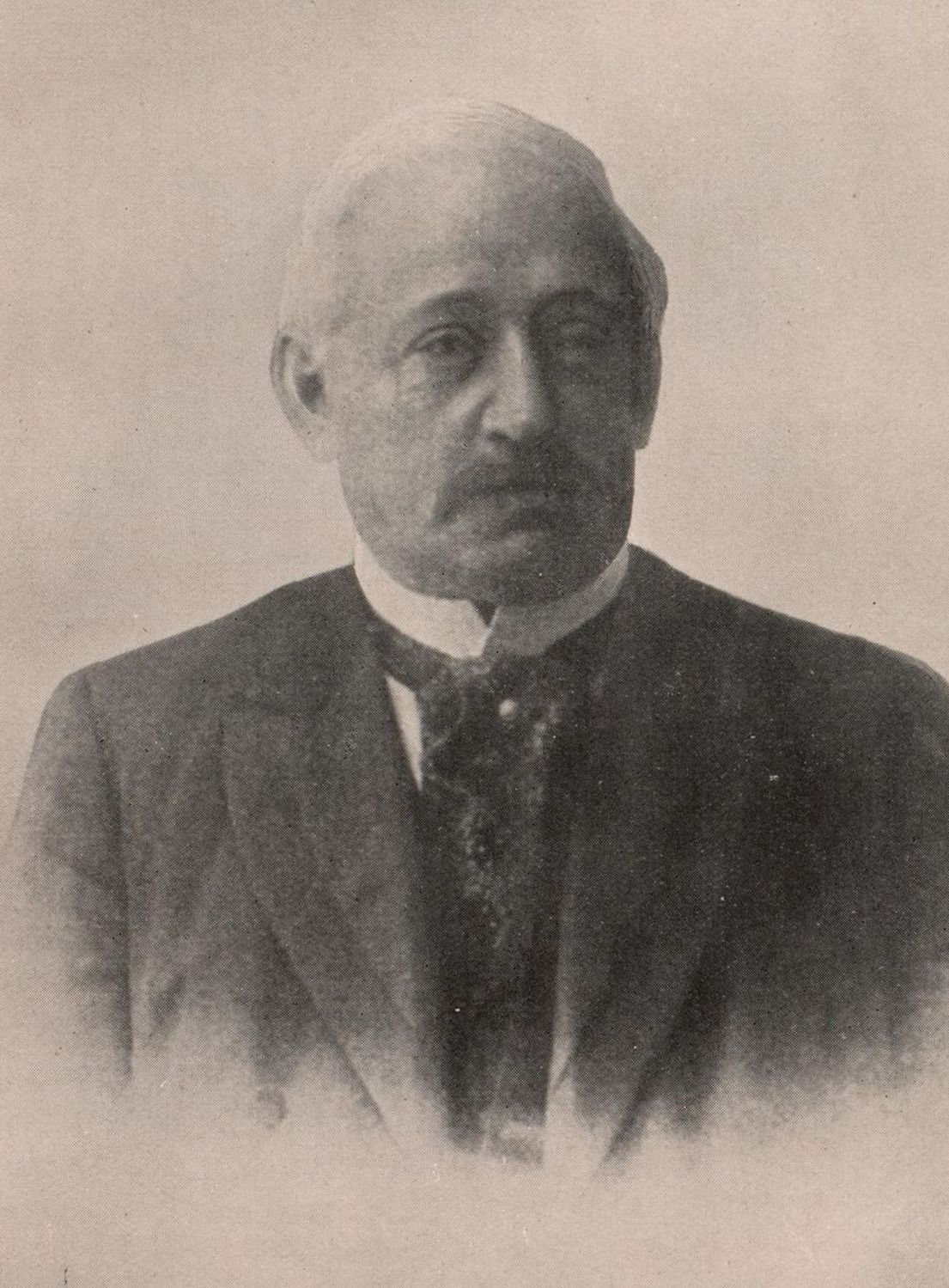

Paul Laband (ur. 1839 we Wrocławiu, zm. 1918 w Strasburgu) – niemiecki prawnik, profesor uniwersytetu w Królewcu (od 1864) i Strasburgu (od 1872), autor Das Staatsrecht des Deutschen Reichs (tomy 1-3, 1876-1882).

## Publikacje
- Beiträge zur Kunde des Schwabenspiegels. Berlin 1861
- Das Magdeburg-Breslauer systematische Schöffenrecht. Berlin 1863
- Jura Prutenorum. Königsberg 1866
- Magdeburger Rechtsquellen. Königsberg 1869
- Die vermögensrechtlichen Klagen nach den sächsischen Rechtsquellen des Mittelalters. Königsberg 1869
- Das Budgetrecht nach den Bestimmungen der preußischen Verfassungsurkunde. Berlin 1871
- Das Finanzrecht des Deutschen Reichs. In: Hirths: Annalen. 1873
- Das Staatsrecht des Deutschen Reichs. 3 Bände, Tübingen 1876–1882
- Verkürzte Darstellung des Staatsrechts des Deutschen Reiches. In: Marquard: Handbuch des öffentlichen Rechts der Gegenwart. Tübingen 1883
- Die Wandlungen der deutschen Reichsverfassung. Dresden 1895 (wersja elektroniczna)
- Der Streit über die Thronfolge im Fürstentum Lippe. Berlin 1896 (wersja elektroniczna)